# Sairocarpus nuttallianus
Sairocarpus nuttallianus là một loài thực vật có hoa trong họ Mã đề. Loài này được George Bentham miêu tả khoa học đầu tiên năm 1846 dưới danh pháp Antirrhinum nuttallianum. Năm 1988 David A. Sutton chuyển nó sang chi Sairocarpus.

## Phân bố
Loài này có trong khu vực từ tây nam bang California qua bang Arizona của Hoa Kỳ đến các bang Baja California, Sonora và đảo Guadalupe của Mexico.